# Ashtray Heart
Ashtray Heart è un singolo del gruppo alternative rock inglese Placebo, pubblicato nel 2009 come terzo estratto dall'album Battle for the Sun.
La canzone, scritta da Brian Molko, è uscita come singolo in tutta Europa tranne Norvegia e Regno Unito, dove è stata pubblicata The Never-Ending Why una settimana prima.

## Tracce
1. Ashtray Heart
2. Fuck U (Archive cover)
3. Hardly Wait (PJ Harvey cover)
4. For What It's Worth (Losers Maximal Techmix)